# Liste der denkmalgeschützten Objekte in Janov nad Nisou
Grundlage dieser Liste der denkmalgeschützten Objekte in Janov nad Nisou ist die ÚSKP-Liste (Ústřední seznam kulturních památek České republiky, deutsch Zentrale Liste der Kulturdenkmäler der Tschechischen Republik), die von der tschechischen Denkmalschutzbehörde NPÚ (Národní památkový ústav, deutsch Nationale Denkmalbehörde) seit 1987 geführt wird und an die seit dem Jahr 1850 geschaffenen Listen anschließt.

## Denkmalgeschützte Objekte in Janov nad Nisou nach Ortsteilen

### Janov nad Nisou(Johannesberg)
| Lage                                                                 | Objekt                                   | Beschreibung                                                 | ÚSKP-Nr.                  | Bild           |
| -------------------------------------------------------------------- | ---------------------------------------- | ------------------------------------------------------------ | ------------------------- | -------------- |
| Janov nad Nisou (Standort)                                           | Pfarrkirche des hl. Johannes des Täufers | Kirche des hl. Johannes des Täufers                          | 10430/5-5487 Info Katalog | weitere Bilder |
| Janov nad Nisou, an der Kirche (Standort)                            | Statue des hl. Johannes von Nepomuk      | Statue des hl. Johannes von Nepomuk                          | 26866/5-38 Info Katalog   | weitere Bilder |
| Janov nad Nisou, pp. 483/2 (Standort)                                | Grab von Johann Friedrich Hütmann        | Grab von Johann Friedrich Hütmann                            | 47184/5-39 Info Katalog   | weitere Bilder |
| Janov nad Nisou 49 (Standort)                                        | Glaswerk der Johann Schorm & Comp.       | Glaswerk der ehem. Firma Johann Schorm & Comp., jetzt VITRUM | 105296 Info Katalog       | weitere Bilder |
| Janov nad Nisou, če. 1187 (dříve čp. 169), Velký Semerink (Standort) | Glasschleiferei                          | ehem. Glasschleiferei, jetzt Ferienhaus                      | 26368/5-4957 Info Katalog | weitere Bilder |

### Loučná nad Nisou (Lautschnei)
| Lage                                                  | Objekt    | Beschreibung                                       | ÚSKP-Nr.                | Bild           |
| ----------------------------------------------------- | --------- | -------------------------------------------------- | ----------------------- | -------------- |
| Loučná nad Nisou, an der Straße nach Janov (Standort) | Bildstock | Bildstock, übertragen vor die Kirche des hl. Josef | 14907/5-40 Info Katalog | weitere Bilder |